# GO!GO!サタデー (STVラジオ)
『GO!GO!サタデー/サンデー』（ゴー!ゴー!サタデー/サンデー）は、STVラジオで2017年4月8日から2020年11月まで放送された午後のワイド番組である。

## 基本放送時間
全て日本時間。ナイターイン期間は『STVファイターズLIVE』の時間に合わせて適宜調整あり。
| 期間     | GO!GO!サタデー             | GO!GO!サタデー                  | GO!GO!サンデー             | GO!GO!サンデー                  |
| 期間     | ナイターイン （4月 - 9月） | ナイターオフ （10月 - 翌年3月） | ナイターイン （4月 - 9月） | ナイターオフ （10月 - 翌年3月） |
| -------- | -------------------------- | ------------------------------- | -------------------------- | ------------------------------- |
| 2017年度 | 土曜 13:50 - 18:00         | （放送なし）                    | （放送なし）               | （放送なし）                    |
| 2018年度 | 土曜 13:50 - 18:00         | （放送なし）                    | 日曜 13:50 - 17:30         | 日曜 14:00 - 17:00              |
| 2019年度 | 土曜 13:50 - 18:00         | 土曜 14:00 - 17:00              | 日曜 13:50 - 17:30         | 日曜 14:00 - 16:30              |
| 2020年度 | 土曜 13:55 - 17:30         | （廃枠）                        | 日曜 13:55 - 17:30         | （廃枠）                        |

## 概要
STVラジオでは2017年より地元プロ野球チーム・北海道日本ハムファイターズの全公式戦完全生放送を行うことになり、それにあたって、土曜・日曜の『STVファイターズLIVE』（デーゲーム中継）は、ファイターズの当日の試合開始時間に合わせて放送することになったため、2016年まで土曜のみ行っていたナイター（薄暮デーゲームも含む）の常時放送を取りやめた。その一方で土曜は9時間にわたるSTVラジオの看板番組だった『ウイークエンドバラエティ 日高晤郎ショー』が30有余年にわたって放送されており（2018年4月3日に日高晤郎が悪性腫瘍（脂肪肉腫）で死去したことに伴い、4月14日 - 2019年3月23日に『ウイークエンドバラエティ 日高晤郎ショー フォーエバー』として放送されていた。）、放送時間のスライドができない構成だったため、土曜の中継は出来ずにいた が、上記の全公式戦完全生放送へ舵を切ったことにより、『日高晤郎ショー』を3時間10分短縮させたうえでシーズン中のみ当番組を編成することになった。
この番組は、そのファイターズ戦の中継を番組内のフロート番組として挿入しつつ、その前後の時間帯（試合時間により前枠のみ、後枠のみとなるときもある）に放送。当初はSTVアナウンサーの吉川のりおがスタジオでのディスクジョッキーを務めていた。
なお、15時台は中央競馬実況（基本的にアール・エフ・ラジオ日本=関東、ラジオ関西・MBSラジオ=関西製作をネット。夏季北海道開催は自社放送）を挿入するほか、ファイターズ戦が18:00以後に開始される場合は、本来18時台に放送すべき番組を17時台に前倒して放送（19・20時台の番組は休止）するため、この場合は17:00までの短縮版となる。また、ファイターズ戦が17時開始の薄暮試合の場合には、本来18:15から19:00に放送すべき番組を先に放送（18:00 - 18:15ならびに19時台の番組は休止）した後、14:35 - 16:50の短縮版を放送する。
一方、当日中継予定のデーゲーム（2017年度は17時開始の薄暮試合を含む）が中止となった場合や、日本ハム戦の開催が初めから予定されていない場合は、本来のデーゲーム中継予定枠も本番組に充てられるが、中継開始予定時刻から3時間程度（開催予定がない場合は番組中の3時間程度）は『STVファイターズLIVE』のスタジオバージョン扱いとして、同番組のスポンサーが協賛する。
なおSTVラジオではかつて、1971年10月 - 1983年3月の午後の番組に『電リクワイド GO!GO!サタデイ』という番組が編成されていたが、これとは関係がない同音異番組である。
プロ野球のシーズン終了に合わせて『日高晤郎ショー』が従前の9時間番組にプロ野球オフシーズンで復帰するため、9月いっぱいで一旦終了した。2018年度は3月31日から開始、日曜も4月1日からの13:50 - 17:30に「GO!GO!サンデー」として放送する。しかし、吉川は前述の『日高晤郎ショー フォーエバー』のパーソナリティーを担当することになり本番組への出演が困難となったため、以降はSTVのスポーツアナウンサーが持ち回りで担当。
同年ナイターオフからは『GO!GO!サンデー』（放送時間は14:00 - 17:00）のみ継続したうえで、STVテレビの看板番組『どさんこワイド179』を担当しているSTVアナウンサーの急式裕美が2008年以来ラジオ番組のパーソナリティに復帰した。
2019年ナイターシーズンからパーソナリティが原則として固定され、土曜は永井公彦が、日曜は藤井孝太郎が担当していた。
同年ナイターオフシーズンは、『日高晤郎ショー』シリーズの後番組である『ごきげんようじ』が通年で13時台までの放送となることから、『GO!GO!サタデー』もナイターオフ版（放送時間は14:00 - 17:00）を放送することになり、引き続き永井が担当。『GO!GO!サンデー』は14:00 - 16:30に短縮し、半年振りに急式裕美が復帰。また、ニッポン放送制作の『サンドウィッチマンの東北魂』を『GO!GO!サタデー』のフロート番組として新規ネットする。
2020年ナイターシーズンは土曜・日曜ともにSTV男性アナウンサー（スポーツアナウンサーに限らない）の持ち回り制による担当となった。基本放送時間は例年のナイターシーズンより短い13:55 - 17:30に設定したが、実際には新型コロナウィルス感染症による影響でプロ野球ペナントレース開幕が6月19日まで延期されたため、それまでは野球中継の代替番組としてほぼ毎週放送される一方、4月11日から開幕前週の6月14日までの間は暫定的に終了時間を17:00に繰り上げた（17:00 - 17:30には『ほっかいどう百年物語』傑作選を編成）。6月20日から本来の放送形態に移行し、10月いっぱいまで放送を継続した。
しかし、同年ナイターオフシーズンは、11月7日から土曜日の14時から17時30分まで『明石のいんでしょ大作戦!』を、11月8日から日曜日の14時から17時まで『村岡啓介 フリースタイルサンデー』をそれぞれ放送するため、『GO!GO!サタデー/サンデー』は放送されない。また、2021年ナイターシーズンも土曜日の『いんでしょ大作戦!』が継続、日曜日も『フリースタイルサンデー』の後番組として『イイ加減にしろっぷ!サンデー』が新たに開始されるため、『GO!GO!サタデー/サンデー』は2020年ナイターシーズンを以って事実上廃枠が決定。日本ハム戦全公式戦完全生放送の方針もわずか4年で放棄されることになり、2016年以前の状態に戻ることになった。

## 姉妹番組
姉妹番組として、北海道コンサドーレ札幌を取り上げた『GO!GO!コンサドーレ』（ゴー!ゴー!コンサドーレ）が同日より通年放送で毎週土曜 7:30 - 8:00に放送開始。こちらのパーソナリティーはコンサドーレ代表取締役社長でサッカー解説者の野々村芳和が務めており、吉川もアシスタントとして出演。合わせて、同番組の派生番組扱いでコンサドーレ戦の中継『GO!GO!コンサドーレLIVE』（ゴー!ゴー!コンサドーレライブ）が2017年から不定期に放送されるようになった。2022年より野々村が日本プロサッカーリーグ理事長（Jリーグチェアマン）となりコンサドーレから離れることから『ノノさんの朝ごはん』にリニューアル、GO!GO!コンサドーレは吉川がパーソナリティの夕方ワイド番組吉川のりお スーパーLIVEの水曜17:30からの10分のコーナーとなり野々村は降板した。
2023年4月より日曜8:45-8:55に時間移動、合わせてパーソナリティも荒野拓馬に交代しタイトルも荒野拓馬のGO!GO!コンサドーレとなる